# 2011년 미국 연방 정부 신용 등급 강등
2011년 미국 연방 정부 신용 등급 강등은 2011년 8월 5일, 미국의 신용평가기관 스탠더드 앤드 푸어스(S&P)가 미국이 발행하는 채권(국채)의 신용등급을 트리플A(AAA)에서 더블A플러스(AA+)로 한 등급 내린 사건으로, 기축통화인 달러화를 발행하는 유일한 국가인 미국의 달러패권에 금이 가는 상징적 사건으로 받아들여진다.
이 때문에 8월 8일 열린 대한민국 주식시장에서 코스피 지수는 전날보다 74.30포인트(3.82%) 떨어진 1869.45를 기록했고, 중화인민공화국(-3.79%), 중화민국(-3.82%), 홍콩(-2.17%), 일본(-2.18%) 등 아시아 증시 또한 같이 떨어졌다. 또한 스탠더드 앤드 푸어스(S&P)는 미국의 증권 관련 정부기관 4곳과 주택담보대출을 책임지는 공기업 2곳의 신용등급도 잇따라 내렸다.